# Porta Latina
Pour les articles homonymes, voir Porte latine.
La Porta Latina (en français la porte Latine) est une porte constituante du mur d'Aurélien à Rome qui doit son nom à la via Latina partant en direction du sud de la ville vers Capoue. La majeure partie de cette porte a été construite sous Flavius Honorius en 401-403. Elle donne un accès immédiat au Parc des Scipioni.

## Historique
La Porta Latina de Rome est une porte en arc simple, flanquée de deux tours cylindriques en brique reconstruites probablement au VIe siècle. La tradition chrétienne rapporte qu'à cet endroit eut lieu le martyre de Saint Jean l'Evangéliste, alors octogénaire : la tradition la plus ancienne atteste qu'il aurait été plongé dans une cuve d'huile bouillante, située à une trentaine de mètres de la Porta Latina, côté intra-muros, pour en ressortir absolument indemne. L'assistance présente se serait convertit au christianisme à la vue de ce prodige. L'Apôtre est ensuite exilé sur l'île de Patmos où il rédige le livre de l'Apocalypse qui conclut la Bible.
C'est à cet emplacement qu'est précisément construit, début XVIe siècle, le martyrium ou oratoire San Giovanni in Oleo actuel, restauré plus tard par Borromini. Ce martyrium succède à un premier édifice attesté dès le Ve siècle mais qui devait être encore plus ancien.
Le lieu a aussi donné son nom à la église San Giovanni a Porta Latina, érigée sous le pontificat du pape Gélase Ier entre 492-496.

## Inscriptions
La porte possède sur sa face externe le monogramme de Constantin Ier et la croix grecque sur la face interne.

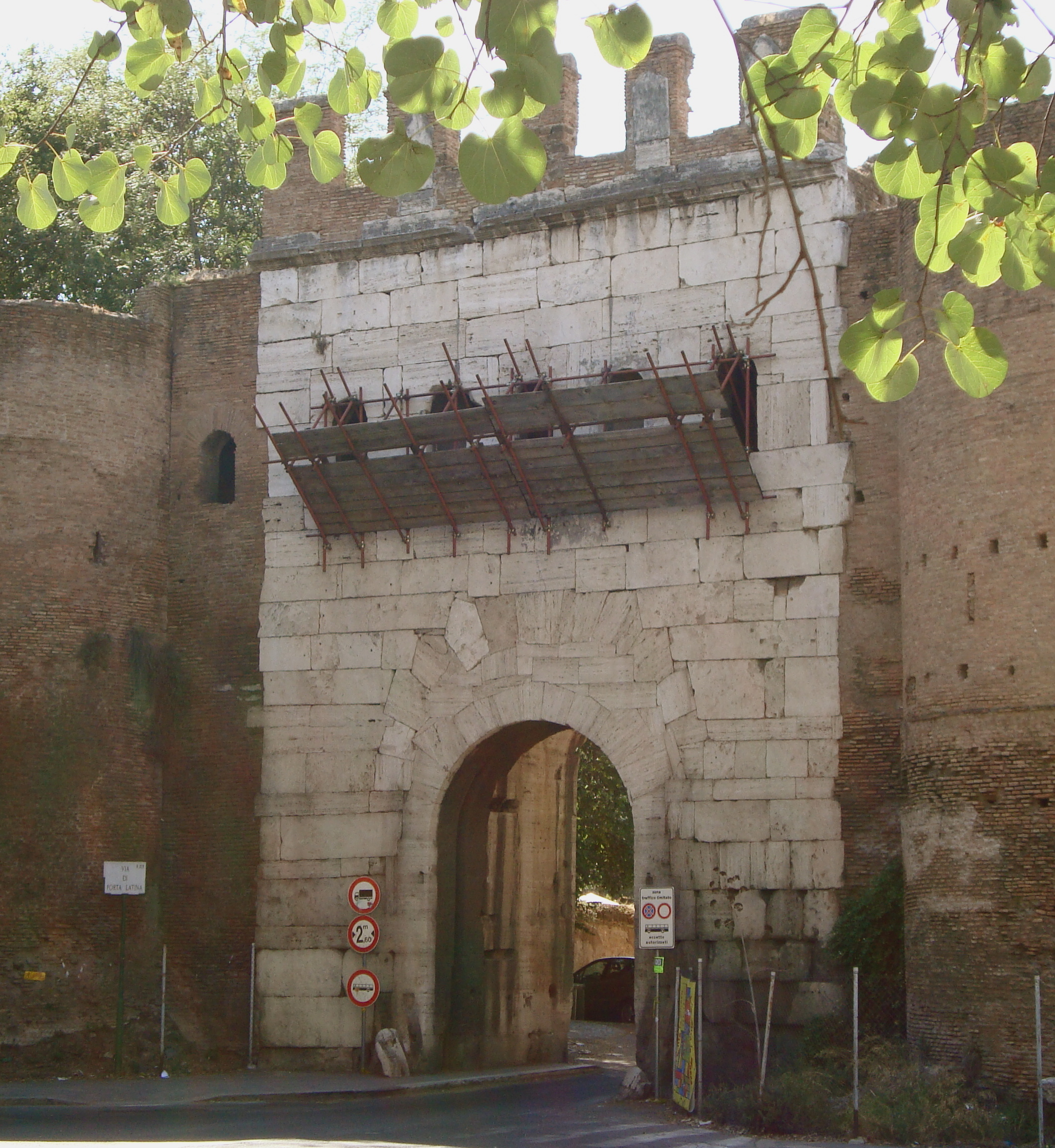
Face extra-muros de la porte
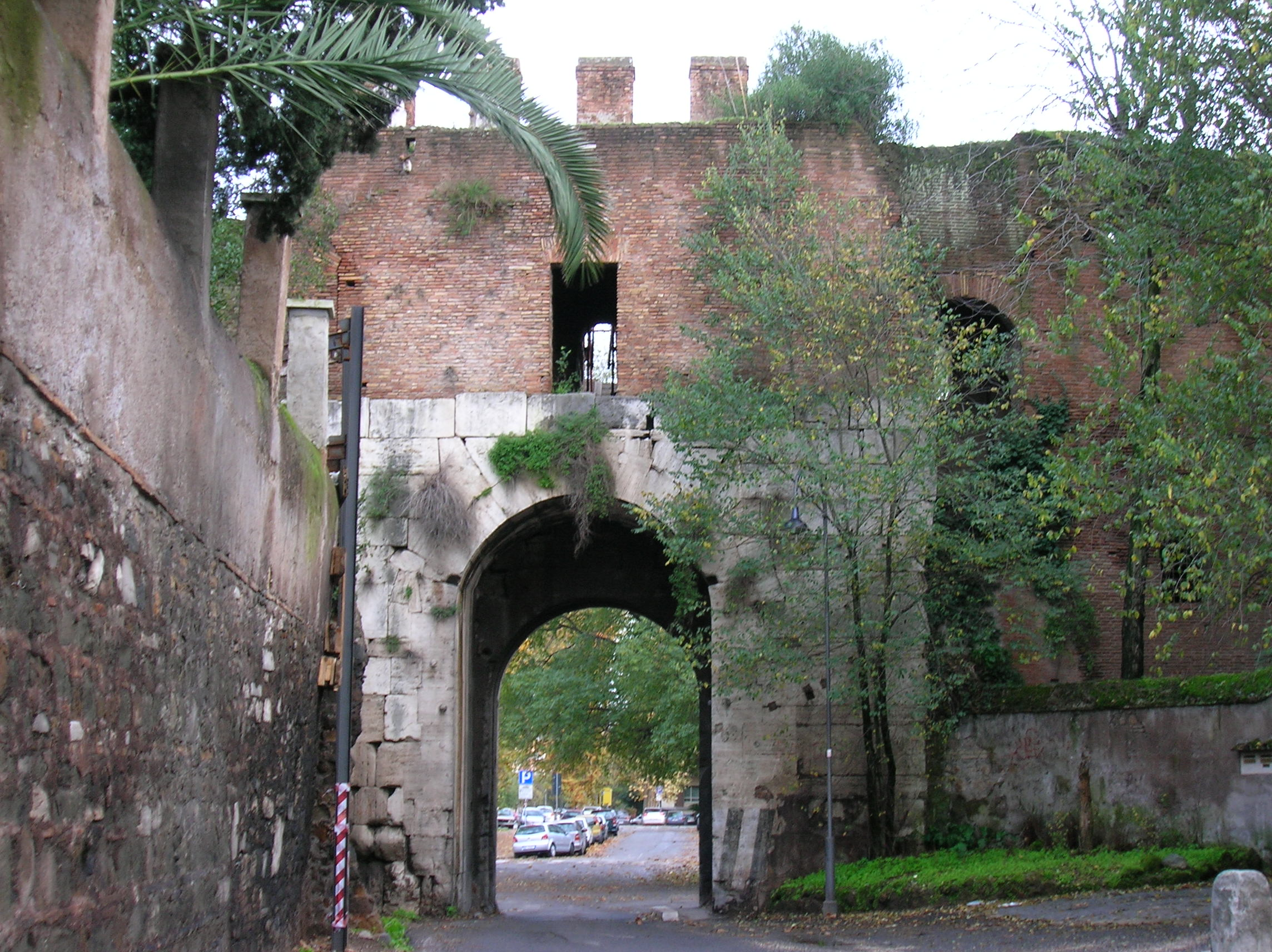
Face intra-muros de la porte. Vers la droite, se trouve le Martyrium de S. Jean l'Évangéliste
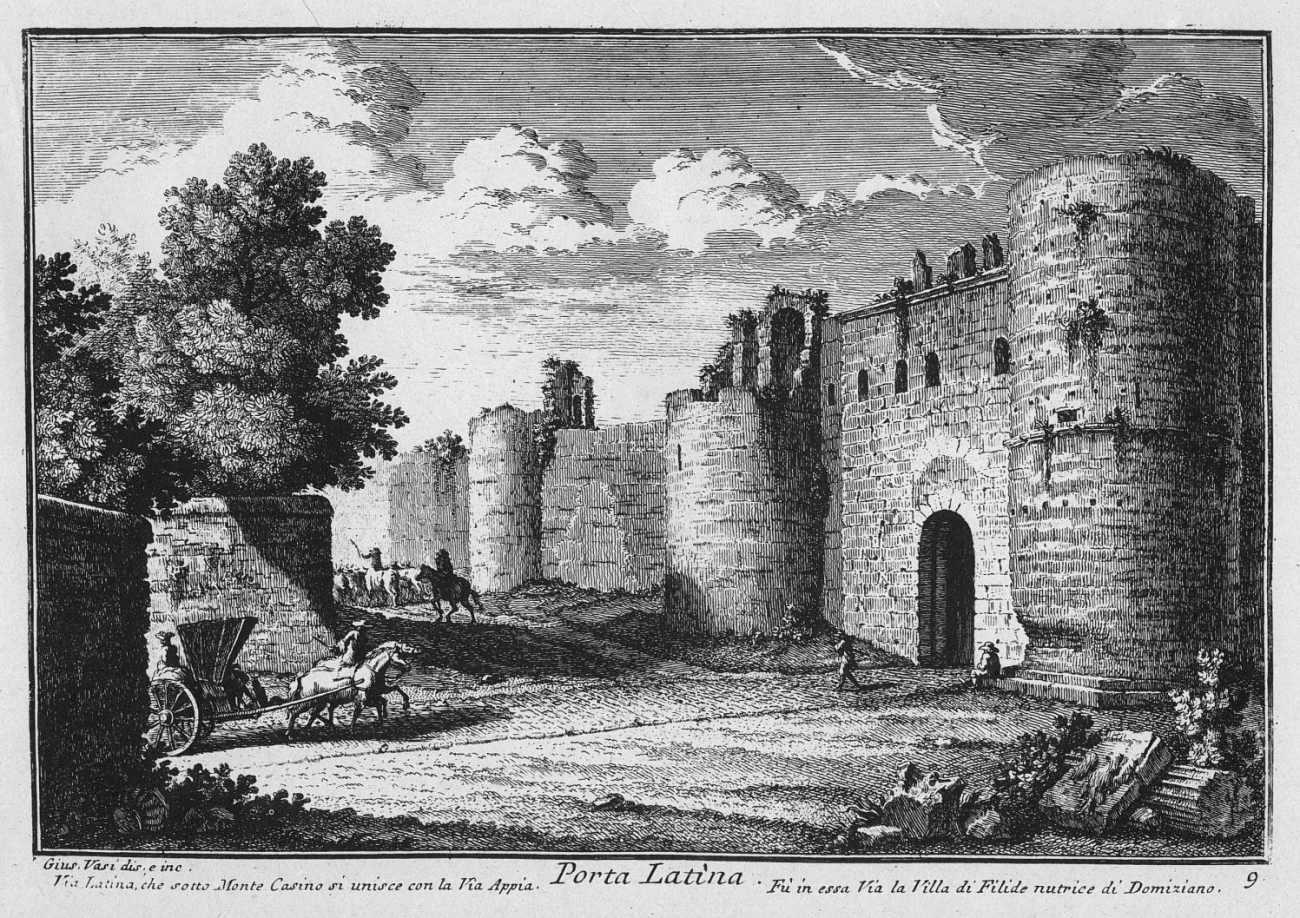
La Porta Latina, par Giuseppe Vasi